# Cyril Hanouna
Cyril Valéry Isaac Hanouna (Parigi, 23 settembre 1974) è un conduttore televisivo, conduttore radiofonico, produttore televisivo e attore francese.

## Biografia
Di origini ebraico-tunisine, nasce nel 15º arrondissement di Parigi, i genitori arrivarono in Francia nel 1969, il padre Ange è medico condotto a Les Lilas e la madre Esther Sitruk è la direttrice di un negozio di abbigliamento di lusso a Vincennes. Inizia gli studi in medicina ma con scarsi risultati tanto da abbandonare gli studi. Ha iniziato la propria carriera mediatica come opinionista radiofonico su Fun Radio e RTL, per poi ideare trasmissioni televisive per M6 e France Télévisions. Nel 2012, va in onda su France 4 la prima puntata di Touche pas à mon poste, inizialmente concepito come programma di critica televisiva e attualità dal mondo dei media, contraddistinta dai toni particolarmente dissacranti. 
Dal 2015 al 2024 è stato uno dei volti principali del canale televisivo C8, dove ha condotto una nuova versione di Touche pas à mon poste, ripensato come talk-show serale dedicato al mondo delle celebrità e alle polemiche più vivaci dei social network. In onda dal lunedì al venerdì dalle 18 alle 21, TPMP diventa rapidamente il programma più visto sulla televisione nazionale nella sua fascia oraria. A partire dal 2019, #TPMP comincia a occuparsi anche di controversie politiche, ricevendo in studio esponenti di partito e sottoponendoli a temi particolarmente scottanti e divisivi.
Parallelamente ai propri impegni televisivi, Hanouna ha mantenuto l'attività di conduttore radiofonico come speaker di Hanouna Le Matin su Virgin Radio (Francia), prima di approdare sulle frequenze di Europe 1, dapprima con il talk show di intrattenimento e cronaca rosa Les Pieds dans le Plat (2013-2016) e poi con un programma pomeridiano di dibattiti e satira incentrato sull'attualità politica e sulla cronaca, dal titolo On marche sur la tête (2024-2025).
In seguito allo spegnimento forzato di C8, provocato dal mancato rinnovo delle frequenze concesse al gruppo Canal+, decide di lasciare il gruppo dopo 12 anni di collaborazione per tornare a occuparsi di programmi d'intrattenimento. Da settembre 2025, produrrà e condurrà infatti il nuovo talk show Tout Beau, Tout Neuf! su W9 e - negli stessi studi - Tout Beau Tout Fun! su Fun Radio.